# 翁島港

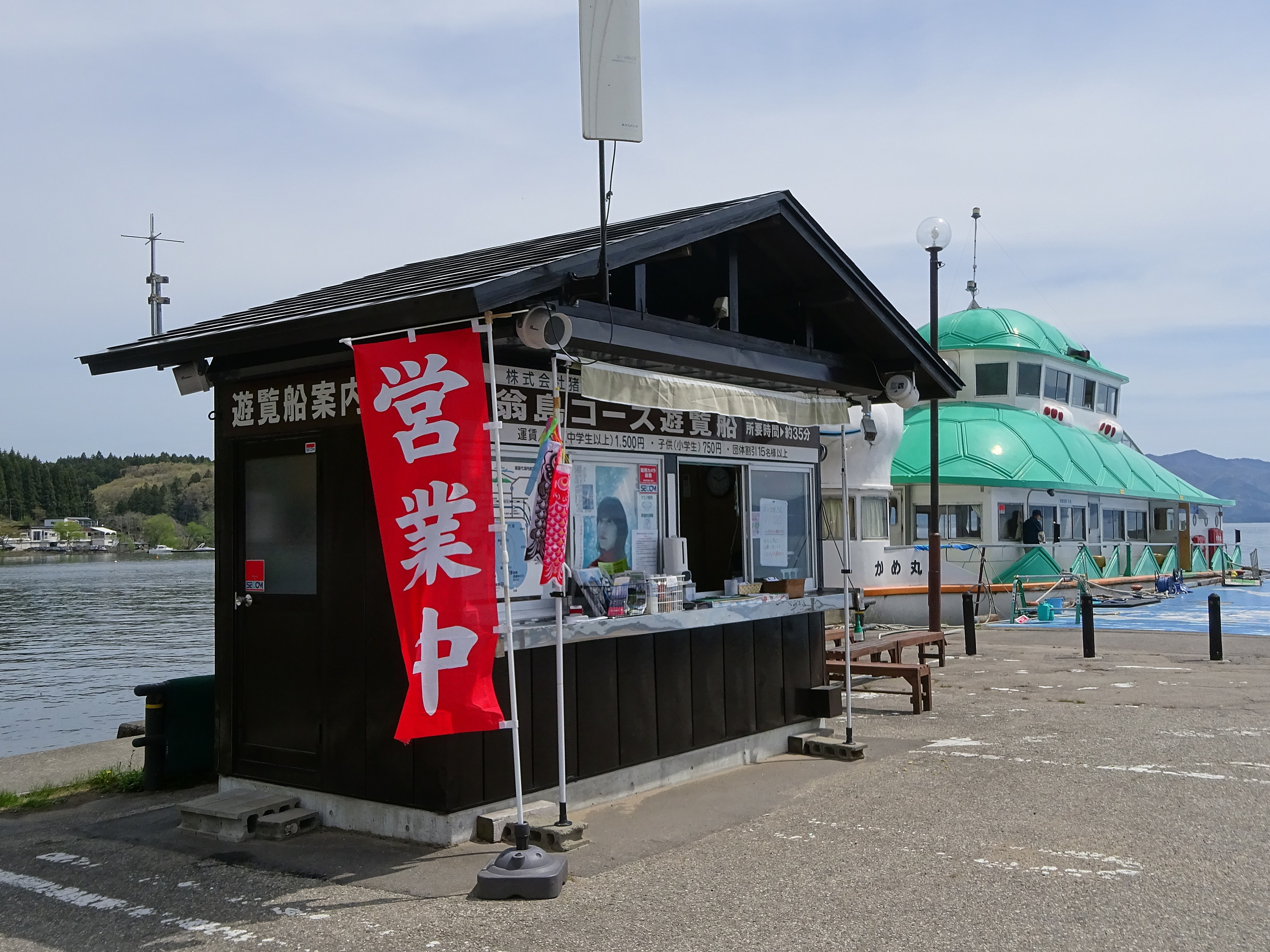
翁島港のチケット売り場

翁島港（おきなじまこう）は、福島県耶麻郡猪苗代町にある地方港湾である。猪苗代湖北西岸の国道49号に沿い整備された。
観光遊覧船発着場である長浜地区と、翁島マリーナとして整備されている蟹沢地区の2か所からなり、猪苗代湖随一の観光地となっている。江戸時代より猪苗代湖では塩や魚などの輸送に舟運が盛んに使われてきたが、鉄道や道路の整備により衰退し、戦後に入ってから観光用として港湾整備が行われてきた。

## 施設

### 長浜地区
- 長浜桟橋（L=60m×2、W=7.0m）
- 物揚場
- 回頭泊地
- 駐車場（23台）
- 公衆トイレ

### 蟹沢地区
- 翁島マリーナ
  - 陸上保管101隻
  - ディンギー・水上バイク151隻
- クラブハウス
- 浮き桟橋
- ティンギーヨット用スロープ
- 給油施設
- 上下架クレーン（35ft）
- 駐車場（普通車168台、バス1台）[1]

## 沿革
- 1963年10月25日 - 地方港湾に指定される。
- 1963年11月26日 - 港湾区域が告示される。
- 1963年～1965年 - 長浜地区に桟橋と物揚場が整備される。
- 1988年～1992年 - 蟹沢地区にプレジャーボート用の翁島マリーナが建設される。
- 1992年6月 - 翁島マリーナの供用が開始される[2]。
- 2003年 - 蟹沢地区の翁島マリーナにクラブハウスが建設される。

## 周辺
- 国道49号
- 天鏡閣
- 福島県迎賓館
- 蟹沢浜キャンプ場